# Pérée rhodienne
Pour les articles homonymes, voir Pérée.

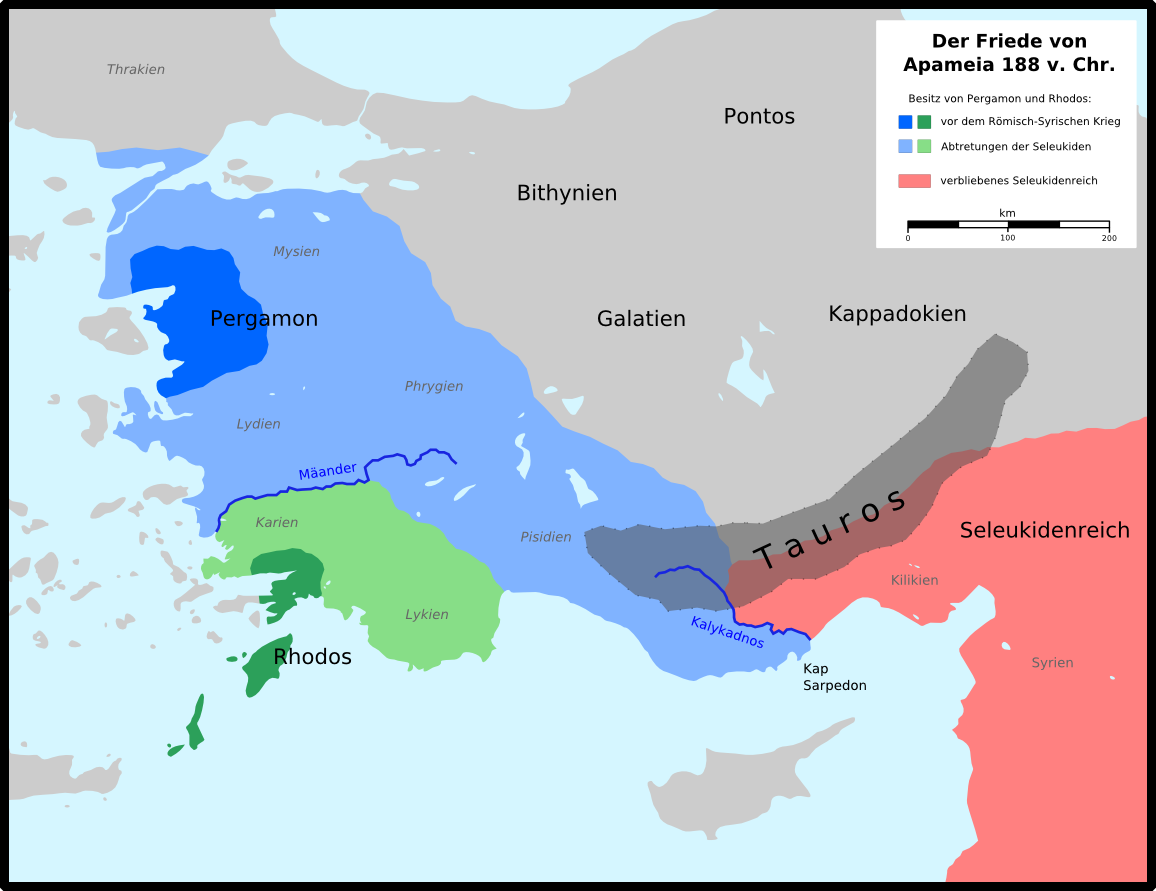
Carte de l'Asie Mineure après la Paix d'Apamée en 188 av. J.-C. Les possessions rhodiennes sont indiquées en vert foncé.

La Pérée rhodienne, du grec ancien Περαία / Péraia qui désigne un territoire « situé au-delà » d'une cité ou d'une île, correspond au territoire dépendant de Rhodes situé en Carie, autour de Caunos, du Ve au Ier siècle av. J.-C.

## Histoire
Dès la Période classique, avant la création de l’État rhodien par synœcisme en 408 av. J.-C., les trois cités de Rhodes, Lindos, Ialyssos et Camiros contrôlent déjà, séparément, un territoire sur le continent. Ce territoire comprend alors la péninsule de Cnide (mais pas Cnide proprement dit), ainsi que la péninsule voisine de Trachée et sa région voisine à l'est. À l'instar de Rhodes, ces territoires sont divisés en plusieurs dèmes et leurs citoyens sont citoyens rhodiens.
Au cours de la période hellénistique, l'étendue de la Pérée a augmenté avec l'addition de diverses régions vassalisées. En 201,
après sa défaite à la bataille de Chios, Philippe passe en Carie tentant de faire main basse sur les territoires contrôlés par les Rhodiens. Ces derniers parviennent à reprendre la Pérée en 197. La Pérée atteint sa plus grand étendue après la paix d'Apamée en 188 av. J.-C., lorsque la Carie et la Lycie au sud de la rivière Méandre sont placées sous domination rhodienne. La Pérée comprend alors la région située entre Cnide et Caunos, divisée en dèmes et rattachée à l’État rhodien, et des territoires de Carie et de Lycie, tributaires de Rhodes. Mais cette domination est de courte durée : Lorsque Rhodes est soumise à Rome en 167, ces régions sont définitivement perdue. Rhodes conserve une partie de ses anciens domaines jusqu'à 39, date à laquelle ils sont cédés à la cité de Stratonicée de Carie.